# 奧帕瓦的貝德日赫
奧帕瓦的貝德日赫（捷克語：Bedřich Opavský，約1440年—1470年），奧帕瓦公爵，1452年至1464年在位，父親是奧帕瓦的威廉。
1452年威廉去世，貝德日赫與弟弟普熱米斯爾由叔叔亞諾斯特擔任攝政。1464年，亞諾斯特將兩人的領地賣給波爾科五世。